# Voorzitter van het Europees Parlement
De voorzitter van het Europees Parlement zit de debatten en activiteiten van het Europees Parlement voor. Hij of zij vertegenwoordigt het Parlement ook binnen de EU en internationaal. De handtekening van de voorzitter is nodig om de meeste Europese wetten te bekrachtigen.
De voorzitter heeft een zittingstermijn van tweeënhalf jaar. Omdat het Parlement een zittingsduur heeft van vijf jaar, zijn er dus twee voorzitters tussen de Europees Parlementsverkiezingen. Dit wordt normaal verdeeld onder de twee grootste groepen van het Europees Parlement. In de zittingsperiode 2019 - 2024 zijn dat de Christendemocraten en de Sociaaldemocraten.
De voorzitter vormt samen met de ondervoorzitters en de ambtelijk secretaris het Bureau, dat de werkzaamheden van het parlement en de faciliteiten voor de leden regelt. De secretaris-generaal (Klaus Welle) geeft leiding aan het personeel van het parlement.

## Verkiezing van de voorzitter
De voorzitter wordt ingevolge artikel 14, vierde lid, van het Verdrag betreffende de Europese Unie door de leden van het Europees Parlement uit hun midden gekozen. Een voordracht behoeft volgens het reglement de instemming van de betrokkene, alsmede die van een fractie of ten minste een twintigste van het aantal leden (artikel 15, eerste lid, in combinatie met artikel 168a, eerste lid). Een kandidaat moet de volstrekte meerderheid van het totaal aantal uitgebrachte stemmen behalen om verkozen te worden. Als na drie stemrondes geen van de kandidaten de volstrekte meerderheid heeft behaald gaat de volgende ronde tussen de twee leden die bij de derde stemronde de meeste stemmen kregen. Als de stemmen staken wint de oudste kandidaat (artikel 16 van het reglement).

## Lijst van voorzitters

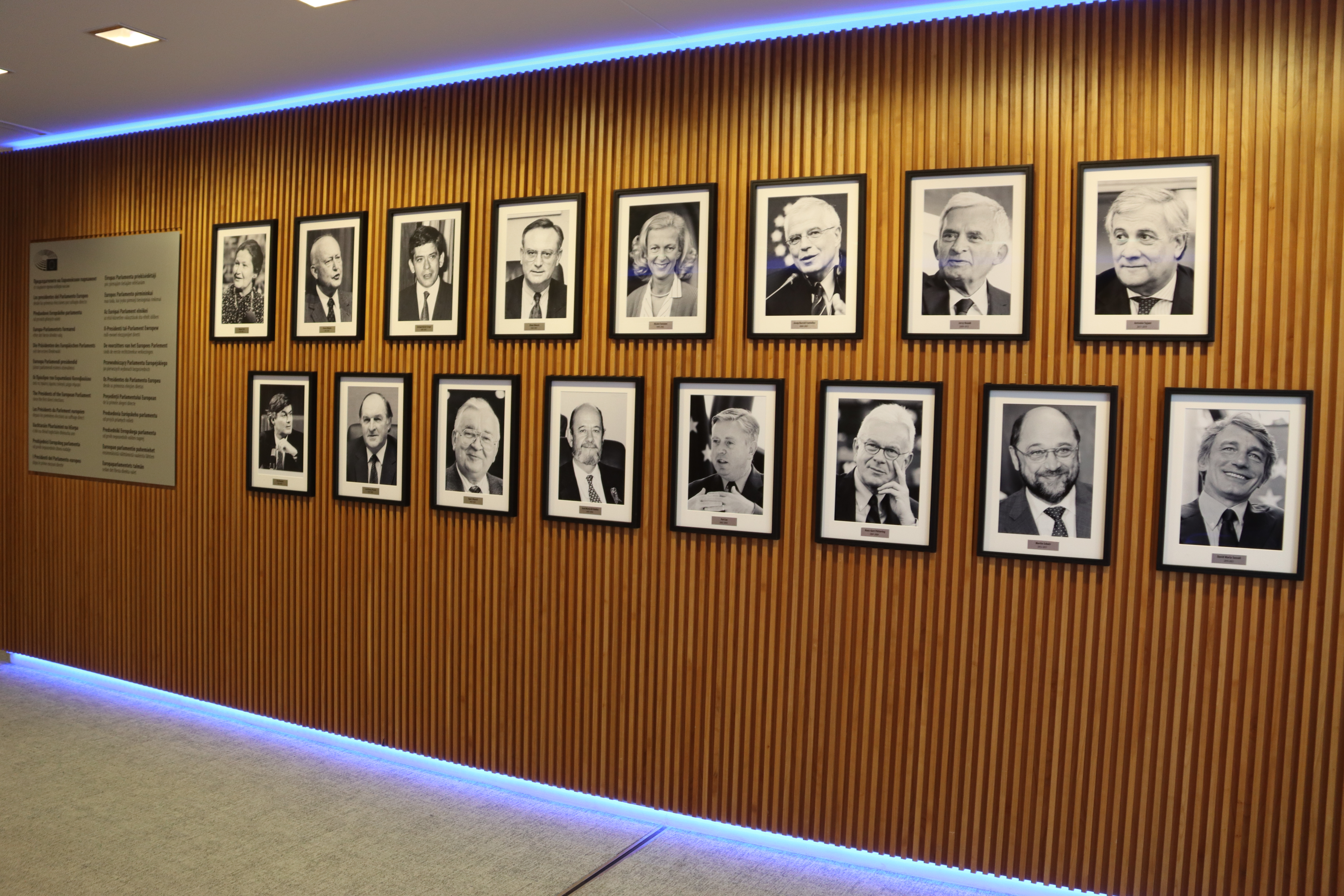
Voorzitters van het Europees Parlement

| Periode    | Voorzitter                          | Land                     |
| ---------- | ----------------------------------- | ------------------------ |
| 1958-1960  | Robert Schuman                      | Frankrijk                |
| 1960-1962  | Hans Furler                         | Bondsrepubliek Duitsland |
| 1962-1964  | Gaetano Martino                     | Italië                   |
| 1964-1965  | Jean Duvieusart                     | België                   |
| 1965-1966  | Victor Leemans                      | België                   |
| 1966-1969  | Alain Poher                         | Frankrijk                |
| 1969-1971  | Mario Scelba                        | Italië                   |
| 1971-1973  | Walter Behrendt                     | Bondsrepubliek Duitsland |
| 1973-1975  | Cornelis Berkhouwer                 | Nederland                |
| 1975-1977  | Georges Spénale                     | Frankrijk                |
| 1977-1979  | Emilio Colombo                      | Italië                   |
| 1979-1982  | Simone Veil                         | Frankrijk                |
| 1982-1984  | Piet Dankert                        | Nederland                |
| 1984-1987  | Pierre Pflimlin                     | Frankrijk                |
| 1987-1989  | Charles Henry Plumb                 | Verenigd Koninkrijk      |
| 1989-1992  | Enrique Baron Crespo                | Spanje                   |
| 1992-1994  | Egon Klepsch                        | Duitsland                |
| 1994-1997  | Klaus Hänsch                        | Duitsland                |
| 1997-1999  | José María Gil-Robles y Gil-Delgado | Spanje                   |
| 1999-2002  | Nicole Fontaine                     | Frankrijk                |
| 2002-2004  | Pat Cox                             | Ierland                  |
| 2004-2007  | Josep Borrell                       | Spanje                   |
| 2007-2009  | Hans-Gert Pöttering                 | Duitsland                |
| 2009-2012  | Jerzy Buzek                         | Polen                    |
| 2012-2017  | Martin Schulz                       | Duitsland                |
| 2017-2019  | Antonio Tajani                      | Italië                   |
| 2019-2022  | David Sassoli                       | Italië                   |
| 2022-heden | Roberta Metsola                     | Malta                    |